# Five Easy Pieces
Five Easy Pieces és una pel·lícula estatunidenca dirigida per Bob Rafelson i estrenada l'any 1970.	

## Argument
Robert Dupe, que va ser un nen prodigi com a pianista, treballa en unes explotacions petrolieres. En retrobar-se amb la seva germana, convertida en una famosa pianista, decideix intentar recuperar els seus orígens i retrobar el camí que va abandonar.

## Crítica
Five Easy Pieces arriba al principi d'un període innovador i fructífer del cinema nord-americà, del qual és una excel·lent presentació.
És el primer paper protagonista de Jack Nicholson, després d'adquirir fama pel seu paper secundari d'advocat a Easy Rider (1969). Estructurada al voltant del viatge que Robert decideix fer a la costa oest per reconciliar-se amb el seu pare, i el retorn a casa, la
pel·lícula té un estil capritxós i tortuós, ideal per revelar a un personatge i assaborir les matisades interpretacions dels actors en una sèrie de seqüències. És fascinant veure els principis de la personalitat cinematogràfica de Nicholson, com antiheroi carismàtic amb certa tendència a la violència i la vulnerabilitat. Karen Black destaca com a noia despreocupada, passada ja la seva primera joventut, que ha de veure com perd a poc a poc a Robert, concentrat en el seu passat. La pel·lícula és un meticulós i meditat estudi de personatges, i al final, una pel·lícula commovedora i sorprenent.

## Repartiment
- Jack Nicholson: Robert Eroica Dupea
- Karen Black: Rayette Dipesto
- Billy Green Bush: Elton
- Fannie Flagg: Stoney
- Sally Struthers: Betty
- Lois Smith: Partita Dupea
- Toni Basil: Terry Grouse
- Ralph Waite: Carl Fidelio Dupea

## Premis i nominacions

### Premis
- 1971: Globus d'Or a la millor actriu secundària per Karen Black

### Nominacions
- 1971: Oscar a la millor pel·lícula[2]
- 1971: Oscar al millor actor per Jack Nicholson[2]
- 1971: Oscar a la millor actriu secundària per Karen Black[2]
- 1971: Oscar al millor guió adaptat per Bob Rafelson i Carole Eastman[2]
- 1971: Globus d'Or a la millor pel·lícula dramàtica
- 1971: Globus d'Or al millor director per Bob Rafelson
- 1971: Globus d'Or al millor actor dramàtic per Jack Nicholson
- 1971: Globus d'Or al millor guió per Carole Eastman i Bob Rafelson